# Hamed (Mauritanie)
Pour les articles homonymes, voir Hamed.
Hamed (ou Hamod, en arabe : هامد) est une commune du sud de la Mauritanie, située dans le département de Kankossa de la région d'Assaba.

## Géographie
La commune de Hamed est située au sud dans la région d'Assaba et elle s'étend sur 2 370 km2.
Elle est délimitée au nord par les communes de Kankossa et de Blajmil, à l’est par la commune de Tenaha, au sud par la frontière avec le Mali, à l'ouest par les communes d'Ould Yengé, de Leaweinat et de Lahraj.

## Histoire
Hamed a été érigée en commune par l'ordonnance du 20 octobre 1987 instituant les communes de Mauritanie.

## Démographie
Lors du Recensement général de la population et de l'habitat (RGPH) de 2000, Hamed comptait 20 867 habitants.
Lors du RGPH de 2013, la commune en comptait 25 916, soit une croissance annuelle de 1,8 % sur 13 ans.

## Économie
L'agriculture est au centre de l'économie de Hamed, comme quasiment toutes les communes de la région. Mais cette économie est fragile car elle rencontre des obstacles à son développement, notamment les conditions climatiques ou le manque de moyens des agriculteurs. Pour faire face à ces obstacles, l'état ou différentes ONG financent des projets qui améliorent les conditions de vie des habitants.